# Fake My Own Death
Fake My Own Death — первая выпущенная песня группы Sum 41 c шестого студийного альбома 13 Voices, который вышел 7 октября 2016 года. Песня была выпущена 28 июня 2016 года, в тот же день на официальном YouTube канале Hopeless Records вышел клип. Это первая песня группы записанная и выпущенная после возвращения в группу гитариста Дэйва Бэйкша и ухода барабанщика Стива Джоза.

## Клип
Клип на песню снял известный режиссёр музыкальных клипов Марк Класфелд, ранее уже работавший с группой, он снял для них клипы на песни Fat Lip, In Too Deep, We're All to Blame и другие. Действие клипа происходит в Нью-Йорке, а участники группы убегают в нём от героев популярных интернет-мемов.
| №  | Название            | Длительность |
| -- | ------------------- | ------------ |
| 1. | «Fake My Own Death» | 3:14         |

## Релиз
| Регион | Дата          | Формат                      |
| ------ | ------------- | --------------------------- |
| США    | 29 июня, 2016 | Цифровая дистрибуция, Радио |